# Ingendorf
Ingendorf ist eine Ortsgemeinde im Eifelkreis Bitburg-Prüm in Rheinland-Pfalz. Sie gehört der Verbandsgemeinde Bitburger Land an.

## Geographie
Ingendorf befindet sich südwestlich der Kreisstadt Bitburg am westlichen Rande des Nimstals. In diesem Tal auf einer Höhe von 250 m ü. NHN befindet sich auch die historische Wohnbebauung. Zu Ingendorf gehört auch der Wohnplatz Dreidenhof.

## Geschichte
Die heutige Ortsgemeinde wurde erstmals 792 urkundlich erwähnt. Die Eheleute Harduwin und Ava schenkten der Abtei Echternach damals Güter zu Innig. Römische Ursprünge Ingendorfs wurden 1841 aufgedeckt, als im Bereich des Schnittpunktes der Ingendorfer, Bettinger und Wettlinger Gemarkung eine größere römische Siedlungsfläche ergraben wurde. Im Flur „Hinter Rod“ etwas westlich des Ortes fand man Reste des untergegangenen Ortes „Roderzehen“, der aus einer Urkunde aus dem Jahre 1352 bekannt ist.
Bis zur französischen Herrschaft gehörte Ingendorf zur Herrschaft Ließem und Wolsfeld im Herzogtum Luxemburg. Nachdem die Region auf dem Wiener Kongress dem Königreich Preußen zugeordnet wurde, kam die Gemeinde Ingendorf 1816 zur Bürgermeisterei Dockendorf, die später in der Bürgermeisterei Wolsfeld (1927 umbenannt in Amt Wolsfeld) aufging.
Bevölkerungsentwicklung
Die Entwicklung der Einwohnerzahl von Ingendorf, die Werte von 1871 bis 1987 beruhen auf Volkszählungen:
| Jahr | Einwohner |
| ---- | --------- |
| 1815 | 67        |
| 1835 | 143       |
| 1871 | 166       |
| 1905 | 185       |
| 1939 | 208       |
| 1950 | 197       |
| 1961 | 183       |

| Jahr | Einwohner |
| ---- | --------- |
| 1970 | 177       |
| 1987 | 198       |
| 1997 | 234       |
| 2005 | 229       |
| 2011 | 232       |
| 2017 | 211       |
| 2023 | 236       |

## Politik

### Gemeinderat
Der Gemeinderat in Ingendorf besteht aus sechs Ratsmitgliedern, die bei der Kommunalwahl am 9. Juni 2024 in einer Mehrheitswahl gewählt wurden, und dem ehrenamtlichen Ortsbürgermeister als Vorsitzendem.

### Bürgermeister
Werner Höser wurde am 10. Juli 2024 Ortsbürgermeister von Ingendorf. Da bei der Direktwahl am 9. Juni 2024 kein Wahlvorschlag eingereicht wurde, oblag die Neuwahl gemäß rheinland-pfälzischer Gemeindeordnung dem Rat, der sich für Werner Höser entschied.
Sein Vorgänger Dirk Wagner hatte das Amt seit Juni 2019 inne. Zuvor war Günther Bartz Ortsbürgermeister von Ingendorf.

### Wappen
| Wappen von Ingendorf |
| Wappenbegründung: Blau und Silber belegen die Zugehörigkeit von Ingendorf zum Herzogtum Luxemburg, die drei goldenen Sterne im Schildhaupt weisen auf die luxemburgische Propstei Bitburg hin. Attribut des Kirchenpatrons, des heiligen Andreas, ist das rote Schragenkreuz. |

## Sehenswürdigkeiten
Der Ortskern ist Standort mehrerer denkmalgeschützter Wohnhäuser.
In der Dorfmitte befindet sich eine 1960 errichtete Kapelle mit einem spitzen Satteldach. Sie wird von dreieckigen und teilweise freistehenden Strebepfeilern getragen.
Die Gemeinde verfügt über einen großen Kinderspielplatz mit einem angrenzenden Bolzplatz.